# Ga Susaek
Ga Susaek là ga trên Tuyến Gyeongui–Jungang.

## Bố trí ga
Nền tảng 1 ~ 3 được kết nối với tuyến nhánh và nền tảng 4 ~ 7 được kết nối với tuyến chính. Cửa chắn sân ga được lắp đặt trên nền tảng 1, 2, 5 và 6.
| ↑ Đại học Hàng không Vũ trụ Hàn Quốc |
| \| ６５ \| ４３ \| ２ \| １          |
| Digital Media City ↓                 |

| １ | ● Tuyến Gyeongui–Jungang | → Hướng đi Digital Media City · Gajwa · Sinchon · Seoul →    |
| ２ | ● Tuyến Gyeongui–Jungang | ← Hướng đi Haengsin · Daegok · Ilsan · Munsan                |
| ３ | Không sử dụng            | Không sử dụng                                                |
| ４ | ● Tuyến Gyeongui–Jungang | → Hướng đi Đại học Hongik · Yongsan · Wangsimni · Jipyeong → |
| ５ | ● Tuyến Gyeongui–Jungang | ← Hướng đi Haengsin · Daegok · Ilsan · Munsan                |
| ６ | Không sử dụng            | Không sử dụng                                                |